# Israel Spach
Israel Spach (getauft 15. Februar 1560 in Straßburg; † 20. April 1610 ebendort) war ein elsässischer Arzt.

## Leben
Sein Vater war der Kaufmann Ulrich Spach, der mit Ursula Seckler verheiratet war. Der Vorname Israel verweist nicht auf eine jüdische Herkunft, sondern war im Elsass zu dieser Zeit auch für Christen gebräuchlich, so bei Israel Murschel. Israel Spach ging in Straßburg zur Schule und studierte in Paris bei Jean Riolan dem Älteren. Darauf studierte er an der Universität Tübingen bis zur Promotion bei Andreas Planer in Medizin 1581. Er ging zurück nach Straßburg, wo er im selben Jahr Margaretha Schertzheimer (1560–1616) heiratete. In der Straßburger Akademie übernahm er 1589 den Unterricht in Physik, Hebräisch und in Medizin.
Spach publizierte eine Liste aller philosophischen und philologischen Werke, die bis 1597 erschienen waren: Nomenclator scriptorum philosophicorum atque philologicorum.
Sein frauenmedizinisches Kompendium (1597) wirkte bis ins 19. Jh., wie die Medizinhistorikerin Helen King untersucht hat.

## Schriften
- Theses de affectibus vteri humani. Tübingen 1581 (Digitalisat BSB)
- Disputatio Medica De Hvmoribus. Straßburg 1591 (Digitalisat BSB)
- Nomenclator scriptorum medicorum, hoc est Elenchus eorum qui artem medicam suis scriptis illustrarunt, secundum locos communes ipsius medicinae / conscriptus ab Israele Spachio, Frankfurt 1591 (Digitalisat BSB); 2. Auflage 1598  (Digitalisat BSB), repr. 2013
- Gynaeciorum sive de mulierum tum communibus tum gravidarum libri quotquot extant, Straßburg 1597 (Digitalisat BSB), repr. 2012 ISBN 978-1236215857
- Nomenclator scriptorum philosophicorum atque philologicorum: hoc est: Succincta recensio eorum, qui philosophiam omnesque eius partes quovis tempore idiomate ne usq[ue] ad annum 1597 descripserunt. Bertram 1598

## Einzelbelege
1. ↑  Achim Aurnhammer: Israel Murschels pietistischer Patriotismus – zur Krise der lutherischen Orthodoxie in Straßburg am Ende des Dreißigjährigen Krieges. Originalbeitrag erschienen in: Wilhelm Kühlmann (Hrsg.): Literatur und Kultur im deutschen Südwesten zwischen Renaissance und Aufklärung: neue Studien, Walter E. Schäfer zum 65. Geburtstag gewidmet. Amsterdam: Rodopi, 1995, S. [219]-243
2. ↑  Friedrich Seck: Zum 400. Geburtstag von Wilhelm Schickard: zweites Tübinger Schickard-Symposion, 25. bis 27. Juni 1992. Franz Steiner Verlag, 1995, ISBN 978-3-7995-3235-8 (google.de [abgerufen am 1. November 2020]).
3. ↑  Israël Spach: Nomenclator scriptorum philosophicorum atque philologicorum, hoc est succincta recensio eorum qui philosophiam omnesque ejus partes quovis tempore idiomateve usque ad annum 1597 descripserunt... collecta et digesta ab Israele Spachio. 1598 (google.de [abgerufen am 1. November 2020]).

| Personendaten    | Personendaten            |
| ---------------- | ------------------------ |
| NAME             | Spach, Israel            |
| ALTERNATIVNAMEN  | Spacchius, Israel        |
| KURZBESCHREIBUNG | deutscher Mediziner      |
| GEBURTSDATUM     | getauft 15. Februar 1560 |
| GEBURTSORT       | Straßburg                |
| STERBEDATUM      | 20. April 1610           |
| STERBEORT        | Straßburg                |